# Tabriz Petrochemical Team/Saison 2011
Dieser Artikel listet Erfolge und Mannschaft des Tabriz Petrochemical Teams in der Saison 2011 auf.

## Erfolge in der UCI Asia Tour
| Datum             | Rennen                                     | Kat. | Fahrer                |
| ----------------- | ------------------------------------------ | ---- | --------------------- |
| 31. Januar        | 9. Etappe Tour de Langkawi                 | 2.HC | Boris Schpilewski     |
| 24. Februar       | 1. Etappe Kerman Tour                      | 2.2  | Mahdi Sohrabi         |
| 25. Februar       | 2. Etappe Kerman Tour                      | 2.2  | Mahdi Sohrabi         |
| 26. Februar       | 3. Etappe Kerman Tour                      | 2.2  | Mahdi Sohrabi         |
| 27. Februar       | 4. Etappe Kerman Tour                      | 2.2  | Mahdi Sohrabi         |
| 28. Februar       | 5. Etappe Kerman Tour                      | 2.2  | Mahdi Sohrabi         |
| 24.–28. Februar   | Gesamtwertung Kerman Tour                  | 2.2  | Mahdi Sohrabi         |
| 8. März           | 1. Etappe Jelajah Malaysia                 | 2.2  | Mahdi Sohrabi         |
| 13. März          | 6. Etappe Jelajah Malaysia                 | 2.2  | Mahdi Sohrabi         |
| 8.–13. März       | Gesamtwertung Jelajah Malaysia             | 2.2  | Mahdi Sohrabi         |
| 21. März          | 2. Etappe Tour de Taiwan                   | 2.2  | Mahdi Sohrabi         |
| 22. März          | 3. Etappe Tour de Taiwan                   | 2.2  | Markus Eibegger       |
| 19.–28. März      | Gesamtwertung Tour de Taiwan               | 2.2  | Markus Eibegger       |
| 1. April          | 1. Etappe Tour of Thailand (EZF)           | 2.2  | Tobias Erler          |
| 1.–6. April       | Gesamtwertung Tour of Thailand             | 2.2  | Tobias Erler          |
| 15. April         | 1. Etappe Tour de Korea                    | 2.2  | Tobias Erler          |
| 23. April         | 8. Etappe Tour de Korea                    | 2.2  | Tobias Erler          |
| 15. Mai           | 2. Etappe Azerbaïjan Tour                  | 2.2  | Mannschaftszeitfahren |
| 13.–18. Mai       | Gesamtwertung Azerbaïjan Tour              | 2.2  | Mahdi Sohrabi         |
| 28. Mai           | 4. Etappe International Presidency Tour    | 2.2  | Mahdi Sohrabi         |
| 23. Juni          | Iranische Meisterschaft – Einzelzeitfahren | NC   | Hossein Askari        |
| 1. Juli           | Kriterium Tour of Qinghai Lake             | 2.HC | Boris Schpilewski     |
| 8. Juli           | 7. Etappe Tour of Qinghai Lake             | 2.HC | Mahdi Sohrabi         |
| 1. September      | Prolog Milad De Nour Tour (EZF)            | 2.2  | Hamed Jannat          |
| 2. September      | 1. Etappe Milad De Nour Tour               | 2.2  | Ghader Mizbani        |
| 1.–5. September   | Gesamtwertung Milad De Nour Tour           | 2.2  | Ghader Mizbani        |
| 11. September     | 5. Etappe Tour de Brunei                   | 2.2  | Ramin Maleki          |
| 14. September     | 4. Etappe Tour of China                    | 2.1  | Boris Schpilewski     |
| 15. September     | 5. Etappe Tour of China                    | 2.1  | Boris Schpilewski     |
| 16. September     | 6. Etappe Tour of China                    | 2.1  | Boris Schpilewski     |
| 17. September     | 7. Etappe Tour of China                    | 2.1  | Boris Schpilewski     |
| 24. September     | 1. Etappe Tour of East Java                | 2.2  | Boris Schpilewski     |
| 23.–25. September | Gesamtwertung Tour of East Java            | 2.2  | Hossein Jahabanian    |
| 1. November       | 1. Etappe Tour of Taihu                    | 2.2  | Boris Schpilewski     |
| 5. November       | 5. Etappe Tour of Taihu                    | 2.2  | Boris Schpilewski     |
| 1.–5. November    | Gesamtwertung Tour of Taihu                | 2.2  | Boris Schpilewski     |

## Abgänge – Zugänge
| Zugänge              | Team 2010                | Abgänge                | Team 2011          |
| -------------------- | ------------------------ | ---------------------- | ------------------ |
| Markus Eibegger      | Footon-Servetto          | Andrei Misurow         | Pro Team Astana    |
| Hamed Jannat         | Azad University Iran     | Mirsamad Pourseyedi    | Azad University    |
| Boris Schpilewski    | Katusha Continental Team | Mohammad Gharehbaghi   | Suren Cycling Team |
| Ali Reza Asgharzadeh | Vali ASR Kerman Team     | Ebrahim Javani         | Suren Cycling Team |
| Ali Nemati           | Neoprofi                 | Farshad Fahrsinejadian | Unbekannt          |

## Mannschaft
| Name                      | Geburtstag       | Nationalität |
| ------------------------- | ---------------- | ------------ |
| Hossein Alīzādeh          | 24. Januar 1988  | Iran         |
| Ali Reza Asgharzadeh      | 11. Januar 1986  | Iran         |
| Hossein Askari            | 23. März 1975    | Iran         |
| Markus Eibegger           | 16. Oktober 1984 | Österreich   |
| Tobias Erler              | 17. Mai 1979     | Deutschland  |
| Abolfazl Gilanipoor       | 20. Oktober 1989 | Iran         |
| Hossein Jahabanian        | 2. April 1976    | Iran         |
| Hamed Jannat              | 11. Februar 1989 | Iran         |
| Behnam Khalilikhosroshahi | 7. Februar 1989  | Iran         |
| Ramin Maleki              | 18. März 1987    | Iran         |
| Ghader Mizbani            | 6. Dezember 1975 | Iran         |
| Arvin Moazzemi            | 26. März 1990    | Iran         |
| Ali Nemati                | 25. Februar 1985 | Iran         |
| Boris Schpilewski         | 20. August 1982  | Russland     |
| Mehdi Sohrabi             | 12. Oktober 1981 | Iran         |

## Platzierungen in UCI-Ranglisten
UCI Asia Tour 2011
|      | Fahrer                    | Punkte |
| ---- | ------------------------- | ------ |
| 1.   | Mehdi Sohrabi             | 327    |
| 5.   | Boris Schpilewski         | 203    |
| 9.   | Hossein Askari            | 153    |
| 17.  | Markus Eibegger           | 123    |
| 18.  | Ghader Mizbani            | 119    |
| 28.  | Hossein Jahabanian        | 90     |
| 31.  | Tobias Erler              | 86     |
| 35.  | Hossein Alīzādeh          | 82     |
| 160. | Ramin Maleki              | 15     |
| 311. | Ali Reza Asgharzadeh      | 3      |
| 331. | Behnam Khalilikhosroshahi | 2      |

UCI Europe Tour 2011
|      | Fahrer            | Punkte |
| ---- | ----------------- | ------ |
| 616. | Markus Eibegger   | 20     |
| 868. | Boris Schpilewski | 9      |